# Rewind the Film
Rewind the Film es el undécimo álbum de estudio de la banda de rock galesa Manic Street Preachers, publicado el 16 de septiembre de 2013. El álbum alcanzó la cuarta posición en la lista UK Albums Chart.

## Lista de canciones
Todas las canciones escritas y compuestas por James Dean Bradfield, Nick Jones, Sean Moore except where noted. 
| N.º | Título                                        | Duración |  |
| 1.  | «This Sullen Welsh Heart» (con Lucy Rose)     | 4:13     |  |
| 2.  | «Show Me the Wonder»                          | 3:18     |  |
| 3.  | «Rewind the Film» (con Richard Hawley)        | 6:36     |  |
| 4.  | «Builder of Routines»                         | 2:28     |  |
| 5.  | «4 Lonely Roads» (con Cate Le Bon)            | 2:54     |  |
| 6.  | «(I Miss the) Tokyo Skyline»                  | 3:46     |  |
| 7.  | «Anthem for a Lost Cause»                     | 3:51     |  |
| 8.  | «As Holy as the Soil (That Buries Your Skin)» | 3:20     |  |
| 9.  | «3 Ways to See Despair»                       | 3:16     |  |
| 10. | «Running Out of Fantasy»                      | 4:09     |  |
| 11. | «Manorbier»                                   | 4:31     |  |
| 12. | «30-Year War»                                 | 5:07     |  |

## Créditos
- James Dean Bradfield – voz, guitarras
- Sean Moore – batería
- Nicky Wire – bajo